# Затерянные в песках
«Затерянные в песках» — советский художественный фильм 1984 года режиссёра Николая Ильинского, снятый по повести Александра Серафимовича «Пески» на Киевской киностудии им. А. П. Довженко.
Премьера фильма состоялась 18 января 1985 года. Фильм посмотрели 400 тыс. зрителей.

## Сюжет
Молодая батрачка выходит замуж за старика-мельника, надеясь стать богатой. Однако жизнь с ним не приносит ей счастья, и после его смерти она остаётся одинокой и обедневшей. Пытаясь удержать у себя мельничиху Ивана, она приводит к трагическому концу их совместное время. После пожара и потери всего имущества, старуха остаётся в одиночестве и без всего.

## В ролях
- Людмила Зайцева — хозяйка
- Марк Прудкин — старик
- Григорий Гладий — Иван
- Борис Александров
- Богдан Бенюк
- Виктор Мирошниченко
- Людмила Лобза
- Наталья Сумская
- Игорь Черницкий

## Съёмочная группа
- Режиссёр и сценарист: Николай Ильинский
- Оператор: Сурен Шахбазян
- Художники: Василий Безкровный, Борис Жуков
- Звукорежиссёр: Юрий Каменский
- Композитор: Вячеслав Артёмов